# آنجلا کارترایت
آنجلا کارترایت (انگلیسی: Angela Cartwright؛ زادهٔ ۹ سپتامبر ۱۹۵۲) یک هنرپیشه اهل بریتانیا است. وی از سال ۱۹۵۶ میلادی تاکنون مشغول فعالیت بوده‌است.
از فیلم‌ها یا برنامه‌های تلویزیونی که وی در آن نقش داشته است می‌توان به گمشده در فضا، اشک‌ها و لبخندها و ورای ماجرای پوسیدون اشاره کرد.